# Hellenska graven

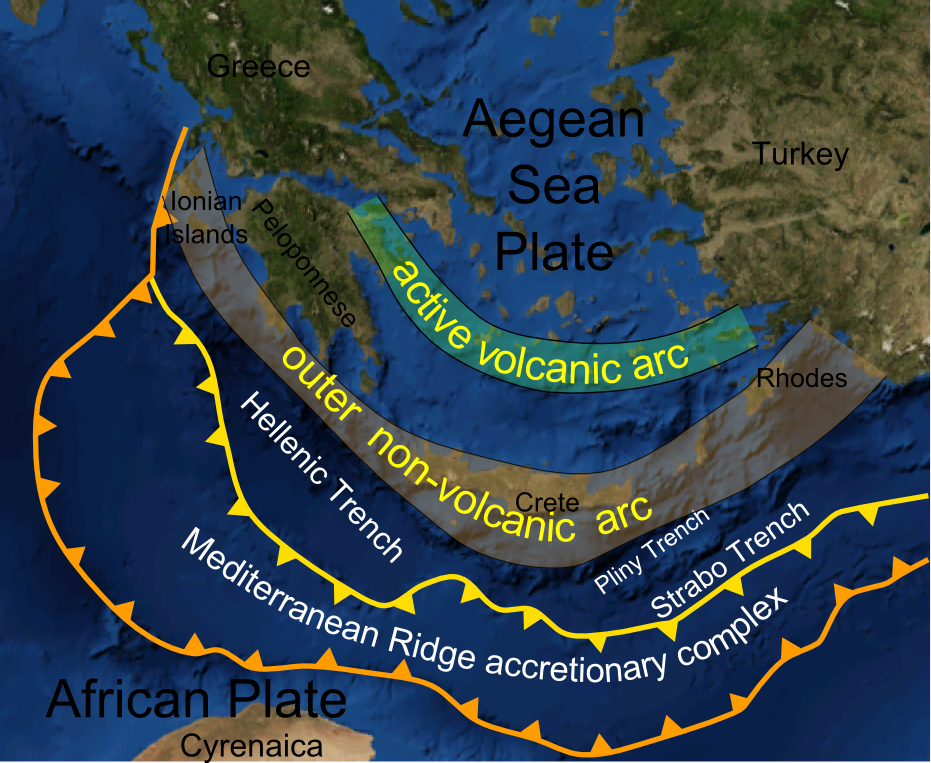
Hellenska graven (Hellenic Trench) ligger sydväst om Peloponnesos.

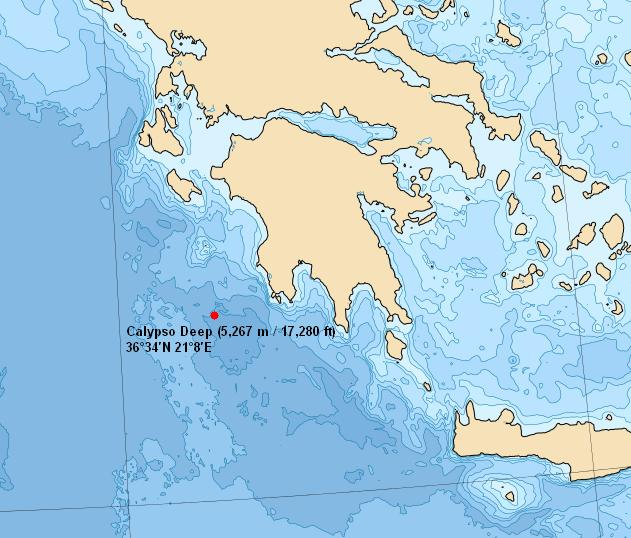
Platsen för Kalypsodjupet, även kallat Matapan-Vavilov-djupet, Medelhavets djupaste punkt.

Hellenska graven är en djuphavsgrav sydväst om den grekiska halvön Peloponnesos i Medelhavet. Den har uppstått i en subduktionszon där den afrikanska kontinentalplattan skjuter in under den egeiska plattan.
Området vid Hellenska graven är centralt för östra medelhavets population av kaskeloter.

## Kalypsodjupet
Koordinater: 36°34′N 21°8′Ö / 36.567°N 21.133°Ö
Det största djupet, Kalypsodjupet, eller Matapan-Vavilov-djupet, som finns i gravens nordliga del, i den östligaste delen av Joniska havet, är också Medelhavets största djup och anges vara 5 121 m, eller 5 267 m, beroende på källa.